# Kapelan
Kapelan – określenia funkcji wypełnianych przez duchownych.
1. Duchowny w Kościele rzymskokatolickim, prawosławnym, greckokatolickim, anglikańskim i ewangelickim, spełniający funkcje liturgiczne przy kaplicy zakonnej, szpitalnej lub przydzielony przez władzę kościelną do obsługi duszpasterskiej pewnej grupy osób lub środowisk (np. kapelan wojskowy, więzienny, szpitalny, uczelniany).
2. Kapelanem nazywany bywa duchowny (diecezjalny bądź zakonny) pomagający biskupowi przy czynnościach biskupich i będący jego sekretarzem.
3. W Wojsku Polskim II RP „kapelan” i „starszy kapelan” były tytułami duchownego wojskowego wyznania rzymsko- i greckokatolickiego, prawosławnego, ewangelicko-augsburskiego, ewangelicko-reformowanego, odpowiadającymi odpowiednio rangom kapitana – kapitana marynarki i majora – komandora podporucznika.

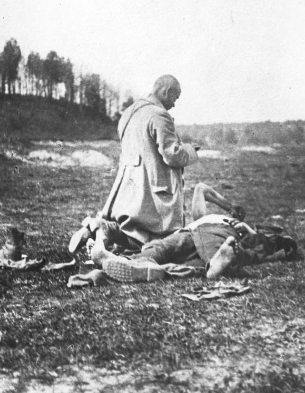
Wojna polsko-bolszewicka, kapelan udzielający ostatniego namaszczenia żołnierzowi.
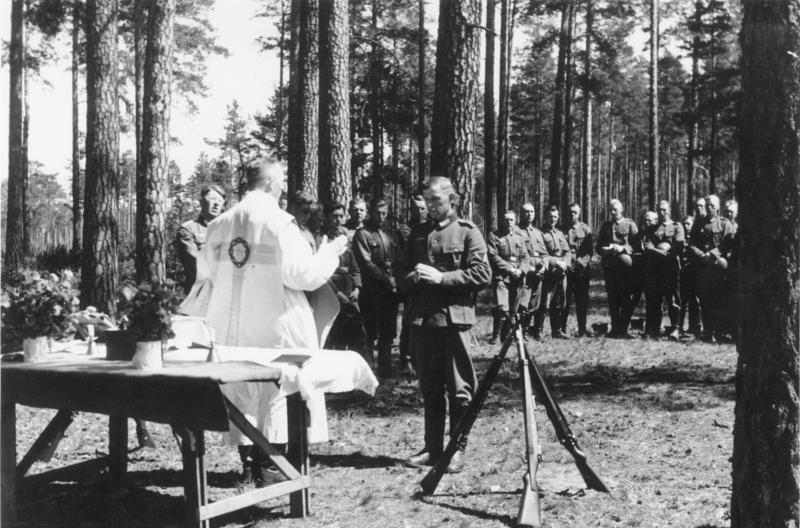
Kapelan Wehrmachtu podczas mszy w lesie w Prusach Wschodnich (1941)
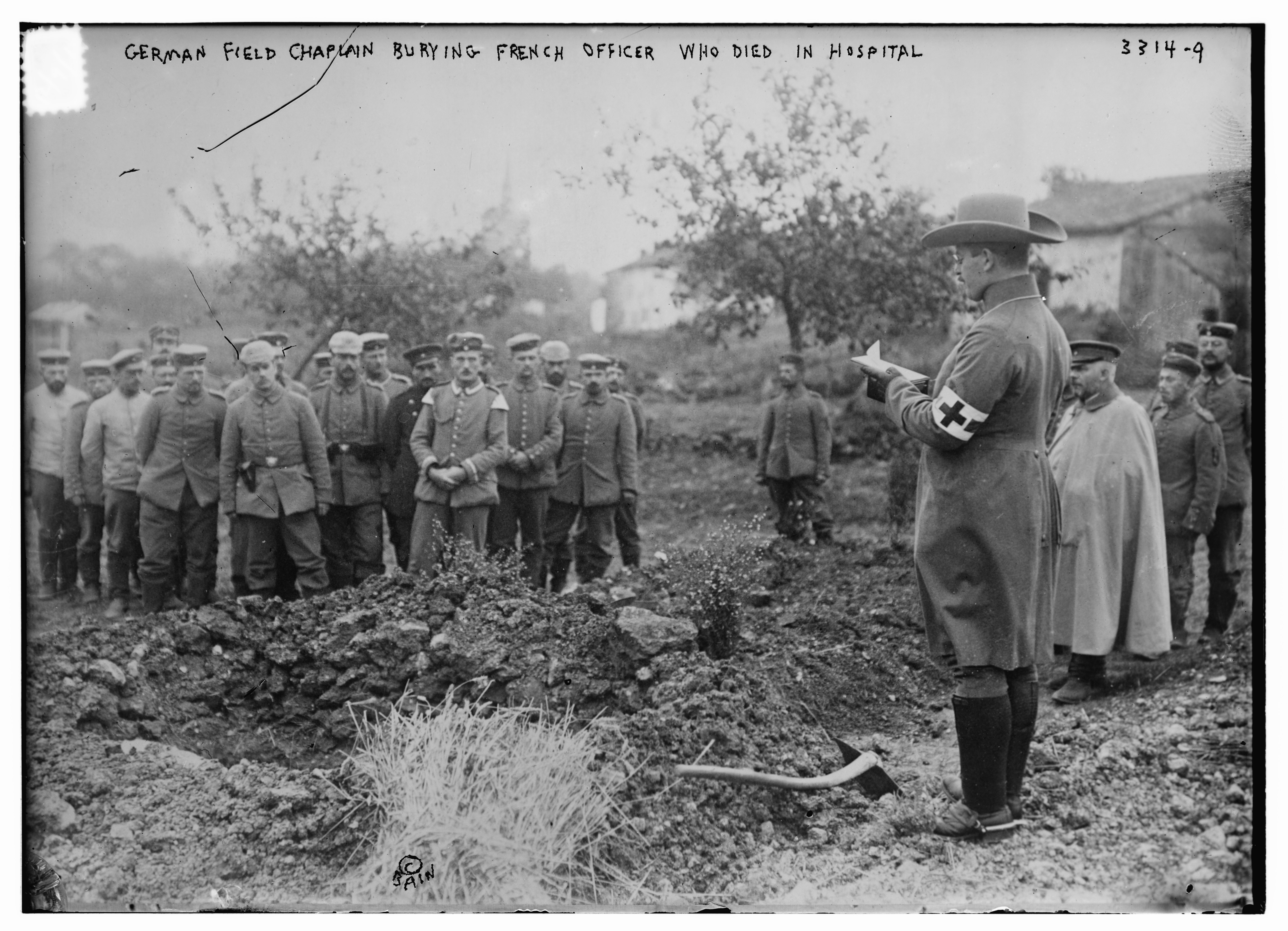
Niemiecki kapelan podczas pogrzebu francuskiego oficera zmarłego w szpitalu (1914)
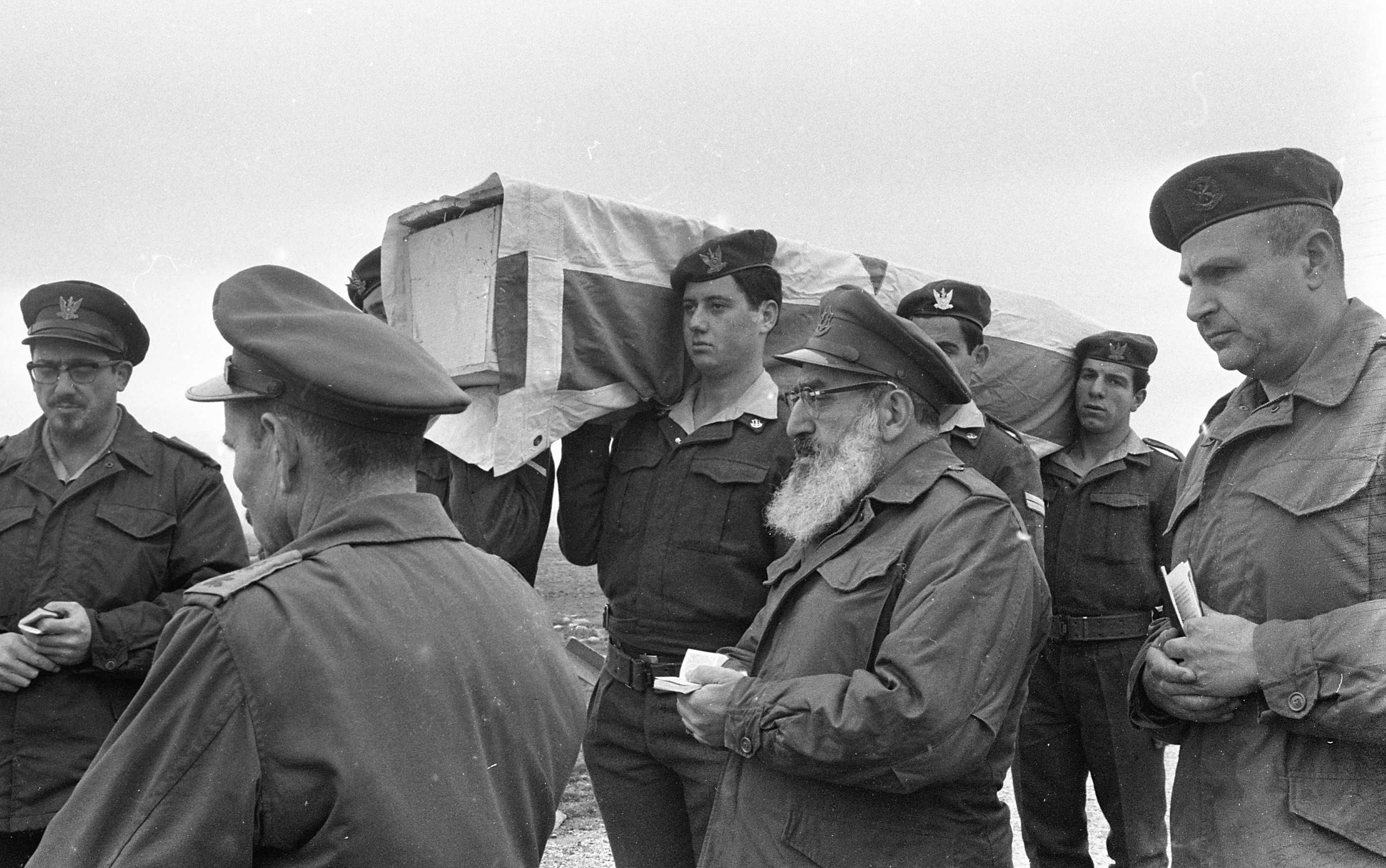
Naczelny rabin Sił Obronnych Izraela Szlomo Goren podczas modlitwy przy ciele zabitego żołnierza
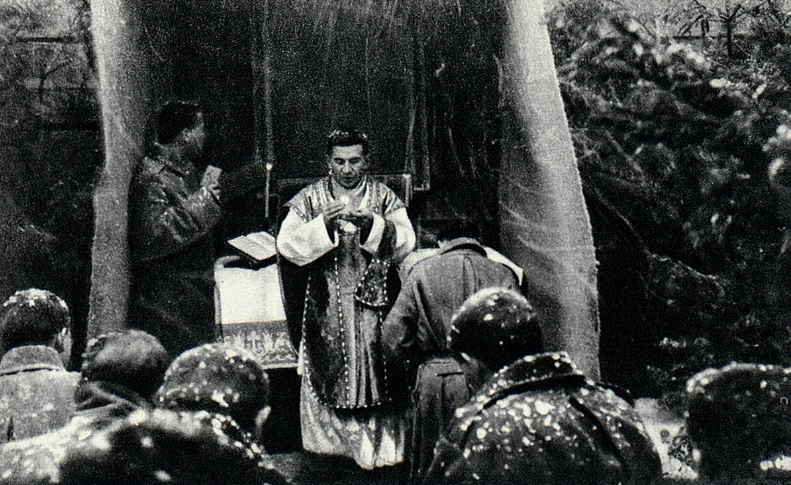
Ksiądz Henryk Ciepichałł udzielający komunii legionistom 1 Pułku Piechoty
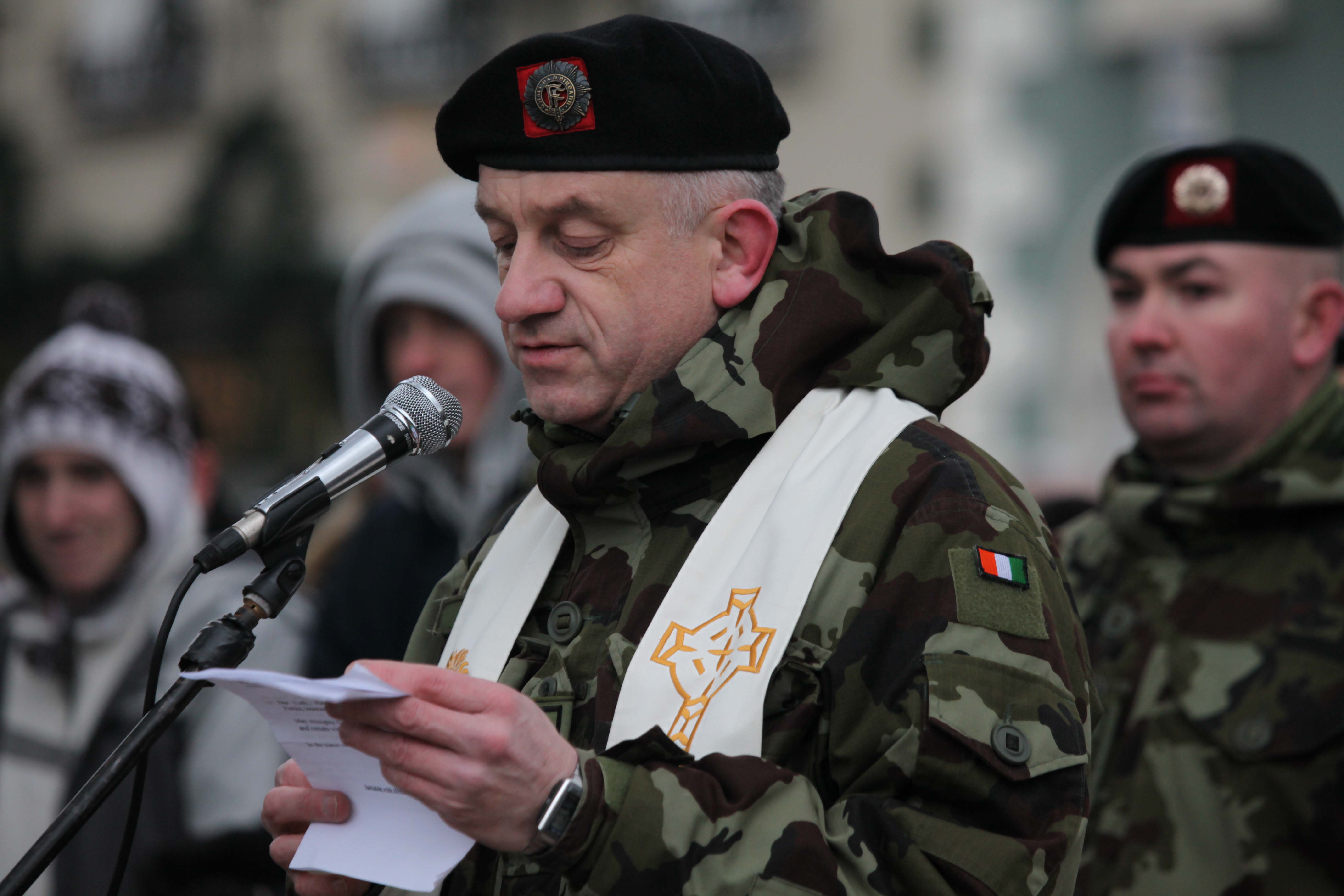
Irlandzki kapelan katolicki podczas parady w Dundalk